# 12258 Oscarwilde
12258 Oscarwilde è un asteroide della fascia principale. Scoperto nel 1989, presenta un'orbita caratterizzata da un semiasse maggiore pari a 2,5906053 UA e da un'eccentricità di 0,1417279, inclinata di 2,81236° rispetto all'eclittica.